# Rience
Re Rience (che Ryence, Ryons e Rion) è un personaggio delle leggende arturiane, in cui è un nemico di re Artù nei primi anni del suo regno. Ne La morte di Artù di Thomas Malory compare come sovrano del Galles settentrionale, d'Irlanda e di molte isole.
È conosciuto per essersi fabbricato i vestiti con le barbe di undici re da lui sconfitti e per il fatto che voleva anche quella di re Artù. Ciò lo ha fatto identificare con il gigante Ritho, menzionato nell'Historia Regum Britanniae di Goffredo di Monmouth, che aveva lo stesso modus operandi e che fu ucciso da Artù.
Malory non dice chiaramente quale fu la sorte di Rience: fu rapito dai fratelli Balin e Balan e costretto a sottomettersi ad Artù. Da questo momento in poi non è più menzionato.
In alcuni antichi racconti fu ucciso in battaglia contro Artù. A causa di alcune somiglianze nei nomi, alcuni scrittori come Alfred Tennyson, lo identificano con Urien, re del Rheged.